# Overkill
 For alternative betydninger, se Overkill (album).
Overkill er et amerikansk thrash metal-band dannet i 1980 i New Jersey, USA. Bandet har været aktivt siden 1984, hvor de har udgivet 14 studiealbums, 2 ep'er, 2 livealbums og et coveralbum. 

## Medlemmer

### Nuværende medlemmer
- Bobby "Blitz" Ellsworth – Vokal (1980 – )
- Dave Linsk – Lead guitar, bagvokal (2000 – )
- Derek Tailer – Rytmeguitar, bagvokal (2000 – )
- D.D. Verni – Bas, bagvokal (1980 – )
- Ron Lipnicki – Trommer (2005 – )

### Tidligere medlemmer
- Rat Skates – Trommer
- Bobby Gustafson – Guitar
- Sid Falck – Trommer
- Rob Cannavino – Guitar
- Merritt Gant – Guitar
- Tim Mallare – Trommer
- Joe Comeau – Guitar
- Sebastian Marino – Guitar

## Diskografi

### Studiealbums
| År   | Titel                          | Pladeselskab    | Medlemsopstilling                          |
| 1985 | Feel the Fire                  | Megaforce       | Ellsworth, Gustafson, Verni, Skates        |
| 1987 | Taking Over                    | Megaforce       | Ellsworth, Gustafson, Verni, Skates        |
| 1988 | Under the Influence            | Atlantic        | Ellsworth, Gustafson, Verni, Falck         |
| 1989 | The Years of Decay             | Atlantic        | Ellsworth, Gustafson, Verni, Falck         |
| 1991 | Horrorscope                    | Atlantic        | Ellsworth, Cannevino, Gant, Verni, Falck   |
| 1993 | I Hear Black                   | Atlantic        | Ellsworth, Cannevino, Gant, Verni, Mallare |
| 1994 | W.F.O.                         | Atlantic        | Ellsworth, Cannevino, Gant, Verni, Mallare |
| 1996 | The Killing Kind               | CMC             | Ellsworth, Comeau, Marino, Verni, Mallare  |
| 1997 | From the Underground and Below | CMC             | Ellsworth, Comeau, Marino, Verni, Mallare  |
| 1999 | Necroshine                     | CMC             | Ellsworth, Comeau, Marino, Verni, Mallare  |
| 2000 | Bloodletting                   | Metal-Is        | Ellsworth, Linsk, Verni, Mallare           |
| 2003 | Killbox 13                     | Spitfire        | Ellsworth, Linsk, Tailer, Verni, Mallare   |
| 2005 | ReliXIV                        | Spitfire/Regain | Ellsworth, Linsk, Tailer, Verni, Mallare   |
| 2007 | Immortalis                     | Bodog           | Ellsworth, Linsk, Tailer, Verni, Lipnicki  |
| 2010 | Ironbound                      | Nuclear Blast   | Ellsworth, Linsk, Tailer, Verni, Lipnicki  |
| 2012 | The Electric Age               | Nuclear Blast   | Ellsworth, Linsk, Tailer, Verni, Lipnicki  |
| 2014 | White Devil Armory             | Nuclear Blast   | Ellsworth, Linsk, Tailer, Verni, Lipnicki  |
| 2017 | The Grinding Wheel             | Nuclear Blast   | Ellsworth, Linsk, Tailer, Verni, Lipnicki  |
| 2019 | The Wings of War               | Nuclear Blast   | Ellsworth, Linsk, Tailer, Verni, Bittner   |
| 2023 | Scorched                       | Nuclear Blast   | Ellsworth, Linsk, Tailer, Verni, Bittner   |